# Thysanomitrion blumei
Thysanomitrion blumei là một loài rêu trong họ Dicranaceae. Loài này được Dozy & Molk. Cardot mô tả khoa học đầu tiên năm 1912.